# Protein-Faltungsklasse
Die Protein-Faltungsklassen (engl. protein fold class) beschreiben breite Kategorien an Topologien der Tertiärstruktur von Proteinen. Jede verschiedene Topologie könnte als eine Faltung angesehen werden. Sie beschreiben Gruppen von Proteinen mit ähnlichen Anteilen an Aminosäuren und Sekundärstrukturen. Jede Klasse enthält mehrere unabhängige Protein-Superfamilien (d. h. sind nicht notwendigerweise evolutionär miteinander verwandt).

## Allgemein anerkannte Klassen
Die beiden Strukturklassifizierungs-Datenbanken SCOP und CATH haben sich auf vier große Protein-Faltungsklassen geeinigt.

### all-α
All-α-Proteine sind eine Klasse von Strukturdomänen, in denen die Sekundärstruktur vollständig aus α-Helices besteht, mit der möglichen Ausnahme, dass einige isolierte β-Faltblätter an den äußeren Bereichen des Proteins existieren. Dazu gehören folgende Strukturelemente:
- Einfache Helix: Es gibt eine Reihe von Beispielen für kleine Proteine (oder Peptide), die nur aus einer einzigen Helix bestehen. Ein bemerkenswertes Beispiel ist Glucagon, ein Hormon, das an der Regulierung des Zuckerstoffwechsels bei Säugetieren beteiligt ist (wie Insulin).
- Helix-Turn-Helix-Motiv: Das Motiv ist ein Hauptstrukturmotiv, das in der Lage ist, die DNA zu binden. Jedes Monomer enthält zwei α-Helices, die durch einen kurzen Strang an Aminosäuren (β-Schleife) verbunden sind und an die Hauptfurche der DNA binden. Das HTH-Motiv kommt in vielen Proteinen vor, die die Genexpression regulieren. Dazu gehört die Homöodomäne-Faltung
- Helix-Bündel: Ein Helix-Bündel ist eine kleine Proteinfaltung, die aus mehreren α-Helices besteht, die normalerweise nahezu parallel oder antiparallel zueinander sind. Ein Beispiel ist die Bromodomäne.
- Globinfaltung: Die Globinfaltung besteht typischerweise aus acht α-Helices, obwohl einige Proteine an ihren Termini zusätzliche Helix-Erweiterungen aufweisen. Ein Beispiel ist das Myoglobin.
- α-Selenoid: Das α-Selenoid ist eine Proteinfaltung aus sich wiederholenden α-Helix-Untereinheiten, üblicherweise Helix-Turn-Helix-Motiven, die antiparallel angeordnet sind, um eine Superhelix zu bilden. Ein Beispiel ist die Proteinphosphatase 2A.

### all-β
All-β-Proteine sind eine Klasse von Strukturdomänen, in denen die Sekundärstruktur vollständig aus β-Faltblättern besteht, mit der möglichen Ausnahme einiger isolierter α-Helices an den äußeren Bereichen. Dazu gehören folgende Strukturelemente:
- β-Sandwich: Proteindomäne mit mindestens zwei gegenläufigen (antiparallelen) β-Strängen und mindestens einer β-Schleife. Ein Beispiel ist die Immunglobulin-Faltung.
- β-Fass: Es besteht aus mindestens fünf β-Faltblättern, die im Kreis angeordnet sind und so eine Röhre (die Pore) bilden, die meist für die Funktion des Proteins als Transportprotein verantwortlich ist. Ein Beispiel ist die SH3-Domäne.
- β-Propeller: Ein β-Propeller ist eine Art All-β-Protein-Architektur, die durch 4 bis 8 hochsymmetrische β-Faltblätter gekennzeichnet ist, die toroidal um eine Mittelachse angeordnet sind (wie die Blätter eines Propellers). Zusammen bilden die β-Blätter ein trichterartiges aktives Zentrum. Ein Beispiel ist die Neuraminidase des Influenzavirus.
- β trefoil fold: Der β trefoil fold ist eine Proteinfaltung, die aus sechs β-Haarnadeln besteht, die jeweils aus zwei β-Strängen bestehen. Ein Beispiel ist die Interleukin-1-Familie.
- β-Helix: Die β-Helix ist ein Strukturmotiv mit Tandem-Wiederholung, die durch die Assoziation paralleler β-Stränge in einem helikalen Muster mit zwei oder drei Seiten gebildet wird. Ein Beispiel ist die Pektat-Lyase aus Aspergillus niger.

### α+β
α+β-Proteine sind eine Klasse von Strukturdomänen, in denen die Sekundärstruktur aus α-Helices und β-Strängen besteht, die getrennt entlang des Rückgrats auftreten. Die β-Stränge sind daher meist antiparallel. Beispiele hierfür sind Ribonuklease A und die SH2-Domäne. Zu den Strukturelementen gehören:
- DNA-Klammer: Die DNA-Kammer ist ein α+β-Protein, das sich zu einer multimeren Struktur zusammensetzt, die die DNA-Doppelhelix vollständig umgibt, wenn die Polymerase dem wachsenden Strang Nukleotide hinzufügt.[5] Die DNA-Klammer setzt sich an der DNA an der Replikationsgabel zusammen und „gleitet“ mit der fortschreitenden Polymerase entlang der DNA, unterstützt durch eine Schicht von Wassermolekülen in der zentralen Pore der Klammer zwischen der DNA und der Proteinoberfläche. Ein Beispiel ist das Proliferating-Cell-Nuclear-Antigen.
- Ferredoxin-Faltung: Die Ferredoxin-Faltung kann als eine lange, symmetrische Haarnadel angesehen werden, die einmal umwickelt ist, so dass ihre beiden terminalen β-Stränge eine Wasserstoffbrücke zu den zentralen beiden β-Strängen eingehen und ein viersträngiges, antiparalleles β-Faltblatt bilden, das auf einer Seite durch zwei α-Helices bedeckt wird. Ein Beispiel ist die Acylphosphatase.

### α/β
α/β-Proteine sind eine Klasse von Strukturdomänen, in denen die Sekundärstruktur aus alternierenden α-Helices und β-Strängen entlang des Rückgrats besteht. Die β-Stränge sind daher meist parallel. Dazu gehören folgende Strukturelemente:
- Rossmann-Faltung: Diese Faltung besteht aus abwechselnden β-Strängen und α-Helix-Segmenten, wobei die β-Stränge unter Bildung einer ausgedehnten β-Faltblatts wasserstoffgebunden sind und die α-Helices beide Seiten des Faltblatts umgeben, um ein dreischichtiges „Sandwich“ herzustellen. Ein Beispiel ist die L-Lactatdehydrogenase.
- α/β-Hufeisen: Typischerweise hat jede Wiederholungseinheit eine β-Strang-Schleife-α-Helix-Struktur und die zusammengesetzte Domäne, die aus vielen solchen Wiederholungen besteht, hat eine Hufeisenform mit einer inneren parallelen β-Faltblattschicht und einer äußeren Anordnung von α-Helices. Ein Beispiel ist der Leucine-rich Repeat.
- α/β-Fass: In einem α/β-Fass bilden die α-Helices und β-Stränge eine Art „Zylinderspule“, die sich in Form eines Donuts, der topologisch als Toroid bezeichnet wird, krümmt und so sich selbst schließt. Die parallelen β-Stränge bilden die Innenwand des „Donuts“, während die α-Helices die Außenwand des „Donuts“ bilden. Ein Beispiel ist der TIM-Barrel.
- Flavodoxin-Faltung: Die Flavodoxin-Faltung besteht aus drei Schichten, wobei zwei α-helikale Schichten ein 5-strängiges paralleles β-Faltblatt einschließen. Beispiele hierfür sind Flavoproteine.
- Thioredoxin-Faltung: Die Thioredoxin-Faltung besteht aus einem viersträngigen antiparallelen β-Faltblatt, das zwischen drei α-Helices angeordnet ist. Ein Beispiel hierfür ist DNAJC10.

## Zusätzliche Klassen

### Membranproteine
Membranproteine interagieren mit Biomembranen, indem sie entweder integriert oder über ein kovalent gebundenes Lipid gebunden werden. Sie sind neben löslichen globulären Proteinen, fibrillären Proteinen und ungeordneten Proteinen eine der häufigsten Arten von Proteinen. Sie sind Ziele von über 50 % aller modernen Arzneimittel. Es wird geschätzt, dass 20–30 % aller Gene in den meisten Genomen Membranproteine codieren.

### Intrinsisch ungeordnete Proteine
Intrinsisch ungeordnete Proteine (IDP) haben keine feste oder geordnete dreidimensionale Struktur. IDP decken ein Spektrum von Zuständen ab, von völlig unstrukturiert bis teilweise strukturiert, und umfassen Random Coils, (pre-)molten Globules und große Multidomänenproteine, die durch flexible Linker verbunden sind. Sie bilden eine der Haupttypen von Proteinen (neben globulären, fibrillären und Membranproteinen).

### Coiled-Coils
Coiled-Coils bilden lange, unlösliche Fasern, die an der extrazellulären Matrix beteiligt sind. Ein Coiled-Coil ist ein Strukturmotiv in Proteinen, in denen 2–7 α-Helices wie Stränge eines Seils zusammengewickelt sind (Dimere und Trimere sind die gebräuchlichsten Typen). Viele Coiled-Coil-Proteine sind an wichtigen biologischen Funktionen wie der Regulation der Genexpression beteiligt, z. B. Transkriptionsfaktoren.

### Kleine Proteine
Kleine Proteine haben typischerweise eine Tertiärstruktur, die durch Disulfidbrücken (cysteinreiche Proteine), Metall-Liganden (metallbindende Proteine) und/oder Cofaktoren wie Häm aufrechterhalten wird.

### Designte Proteine
Designte Proteine sind das Ergebnis rationalen Designs und existieren nicht in der Natur. Proteine können von Grund auf neu entworfen werden (De-novo-Design) oder indem berechnete Variationen einer bekannten Proteinstruktur und ihrer Sequenz vorgenommen werden (bekannt als Protein-Redesign). Rationale Protein-Design-Ansätze treffen Vorhersagen zu Proteinsequenzen, die sich zu bestimmten Strukturen falten werden. Diese vorhergesagten Sequenzen können dann experimentell durch Methoden wie Peptidsynthese, ortsspezifische Mutagenese oder künstliche Gensynthese validiert werden.